# اشنبورگ
اشنبورگ (به آلمانی: Eschenburg) یک شهر در آلمان است که در لان-دیل واقع شده‌است. اشنبورگ ۱۰٬۷۱۰ نفر جمعیت دارد.